# Kastri (Kos)
Das Eiland Kastri (griechisch Παλαιόκαστρο) liegt vor der Südküste der griechischen Insel Kos nahe dem Ort Kefalos.
Die kleine Felseninsel ist karg und besitzt kaum Vegetation. Auf ihr liegen die Überreste einer alten Festung, die einst dem Schutz der Bucht vor Feinden und Piraten diente. Ferner befindet sich dort eine kleine in den Farben Blau und Weiß gehaltene Kapelle, die dem Heiligen Nikolaus, dem Schutzpatron der Seeleute, gewidmet ist.
Die unbewohnte Insel kann mit dem Boot von Kefalos aus erreicht werden.